# Hurriganes

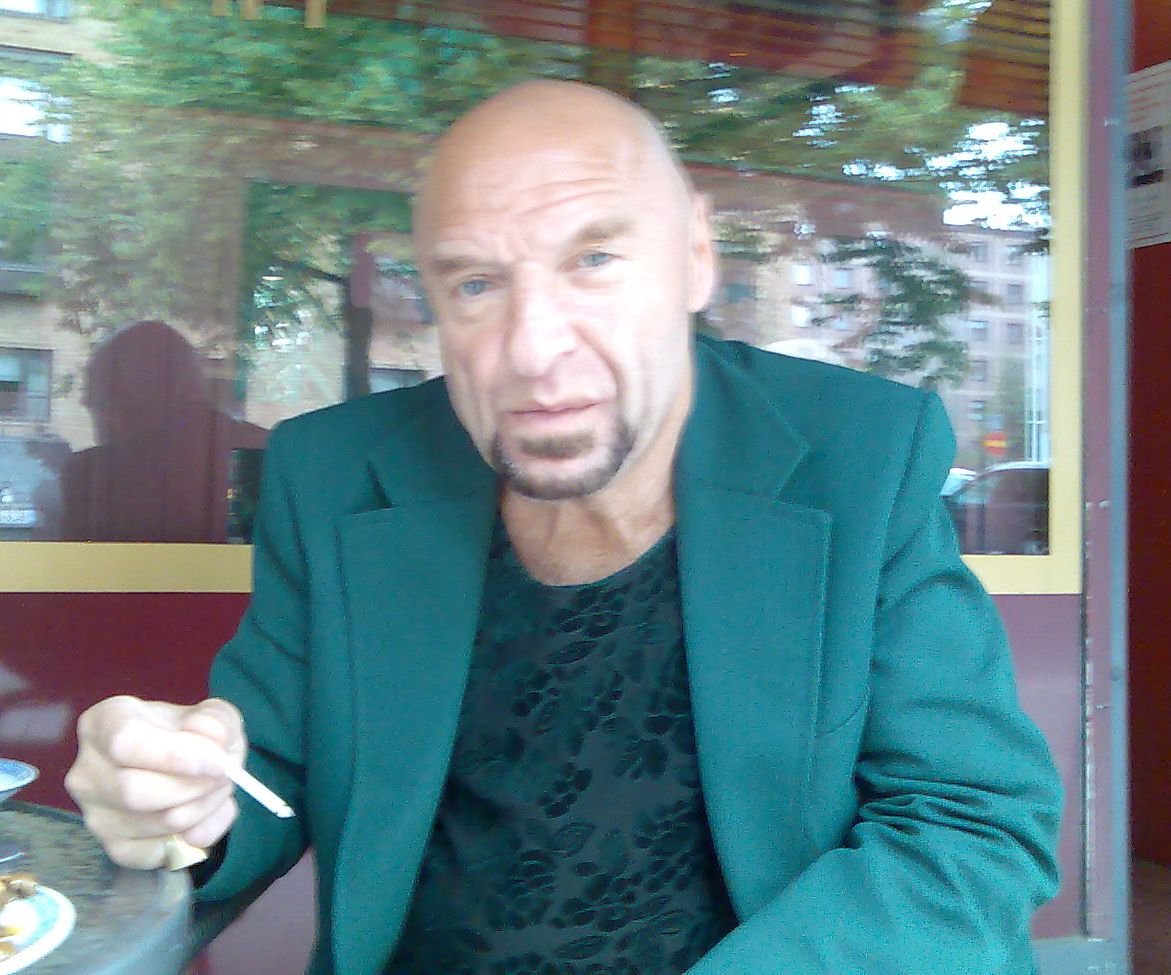
Remu Aaltonen 2007

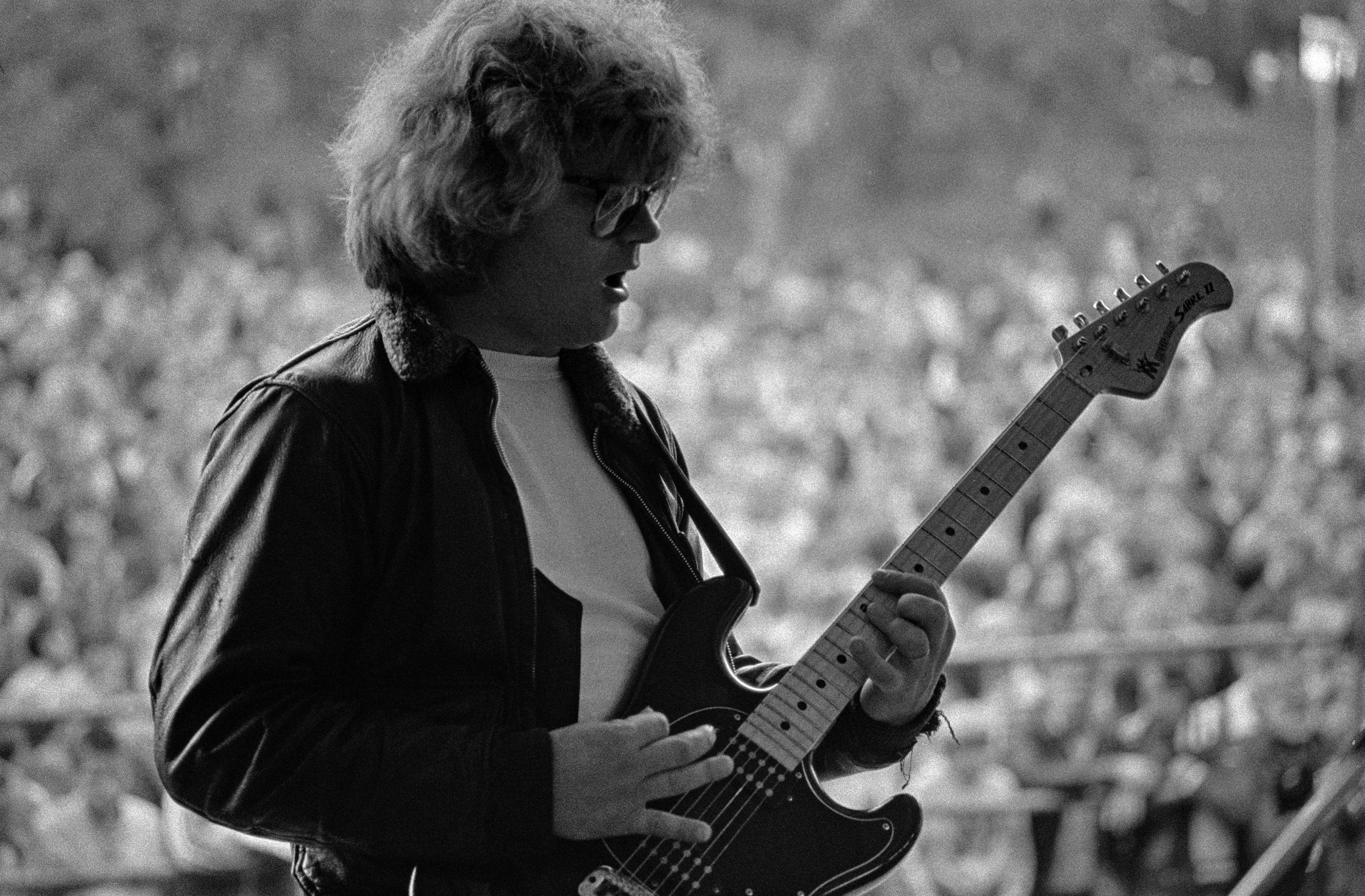
Albert Järvinen 1980.

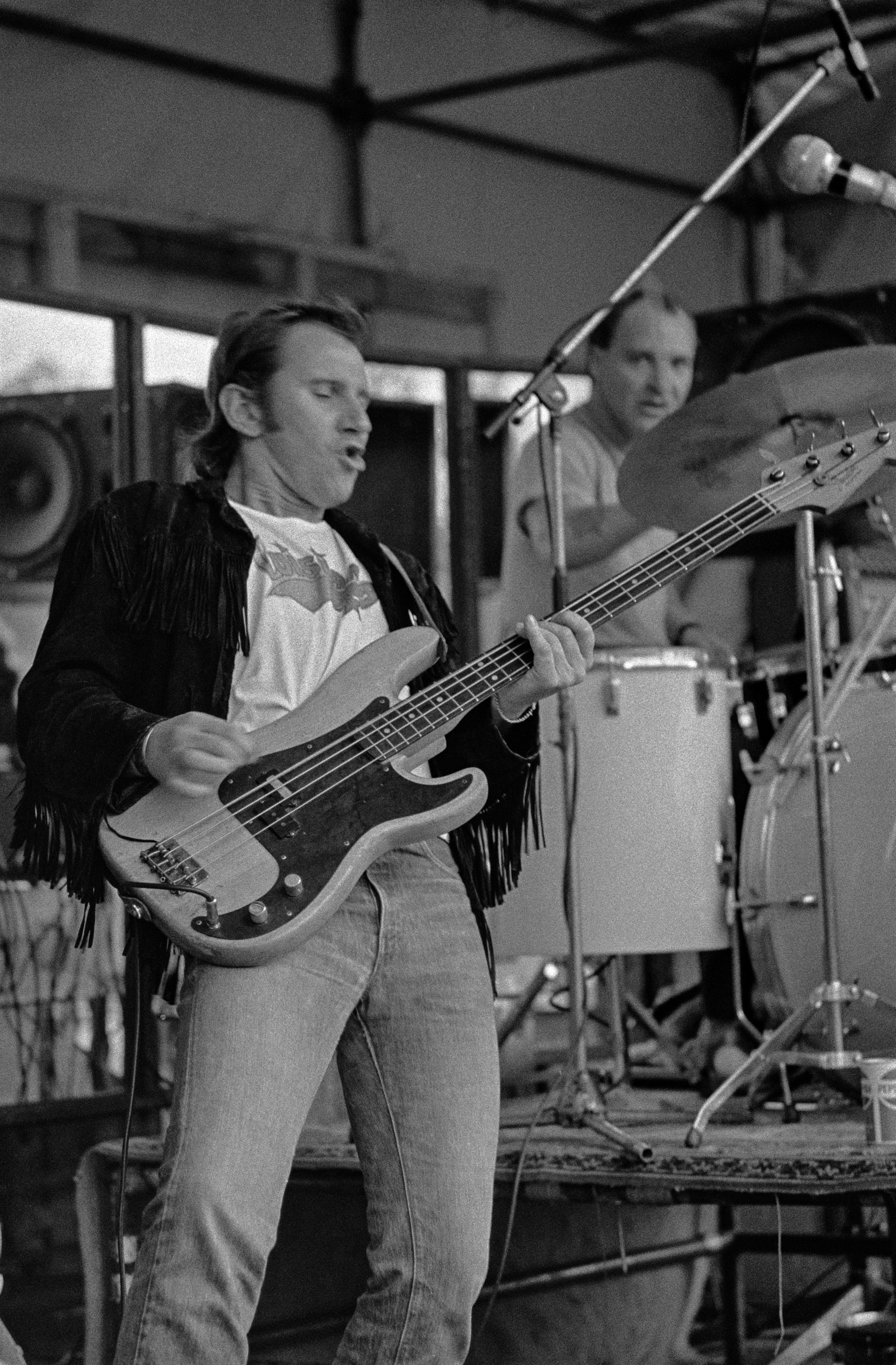
Cisse Häkkinen 1980.

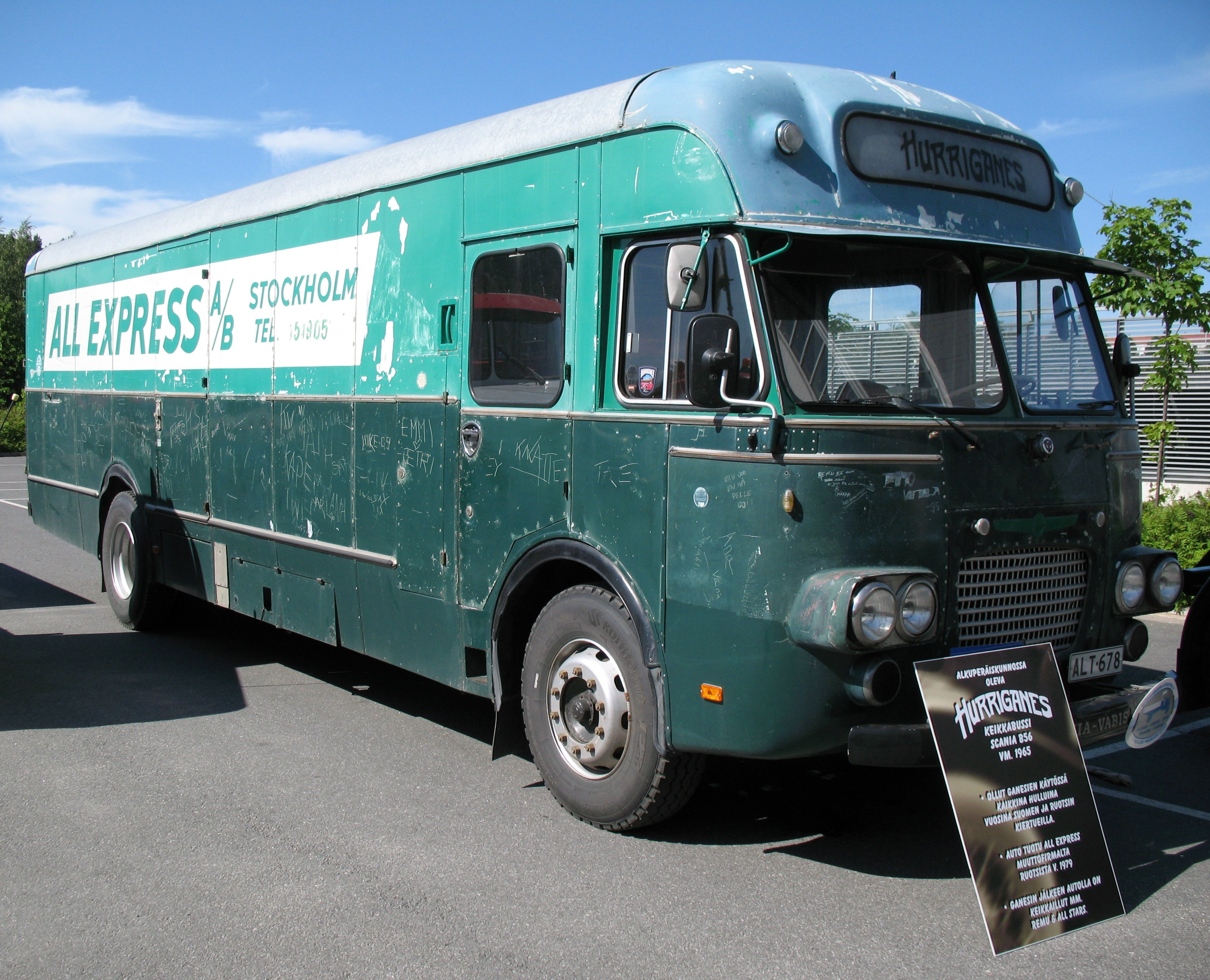
The Hurriganes turnebus, en Scania Vabis B56.

Hurriganes är ett finskt rockband, grundat år 1971 av Remu Aaltonen. Bandet är väldigt populärt i Finland. Originaluppsättningen av bandet var Remu Aaltonen på trummor och sång,  Ile Kallio på gitarr och Cisse Häkkinen på bas. Kallio hoppade ganska snabbt av bandet och ersattes då av Albert Järvinen och det var med den uppsättningen som Hurriganes blev känt. Hurriganes var ett populärt liveband i Sverige under 70- och 80-talen.
Idag är det endast Aaltonen som är kvar i bandet av originalmedlemmarna. Nipa Niilola spelar gitarr och Mikko Löytty spelar bas.

## Diskografi

### Studioalbum
- 1973 Rock And Roll All Night Long
- 1974 Roadrunner
- 1975 Crazy Days
- 1976 Hot Wheels
- 1977 Use No Hooks, i Finland Tsugu Way
- 1978 Stranded In The Jungle, i Finland Hanger
- 1979 Jailbird
- 1980 10/80
- 1981 Fortissimo
- 1982 Rockin' Hurriganes
- 1983 Seven Days, Seven Nights
- 1984 Hurrygames
- 1995 Remu: In the spirit of Hurriganes
- 2001 30th Anniversary
- 2004 Remu: Sticks and stones
- 2016 Electric Play

### Livealbum
- 1988 Live at Metropol
- 1994 Roadrunner tour: Remu plays Hurriganes
- 1996 Live in Stockholm 1977
- 2011 Live in Hamina 1973
- 2019 Remu & Hurriganes: Last Call – Live in Helsinki
- 2021 Remu plays Hurriganes Live in Mariehamn ´93
- 2021 Hamina and Helsinki All Night Long
- 2021 Making of Hot Wheels
- 2021 Rockin’ Live 1982
- 2021 Live at Tavastia 1974

### Samlingsalbum
- 1977 Sixteen Golden Greats
- 1977 Hurrigane By The Hurriganes, samlingsalbum på den europeiska marknaden
- 1989 20 Golden Greats
- 1989 1978–1984
- 1991 Rockin' Tonight – 18 All Time Hits
- 1992 The Legacy
- 1995 20 Golden Greats – Get On
- 1997 Double Trouble
- 1997 25 Golden Greats
- 2001 20 Golden Greats – Muskogee
- 2001 20 Golden Greats – Let's Go Rocking Tonight
- 2007 Scandia Years 1977–1984
- 2008 Rock Rock Tonight
- 2011 30 Golden Greats
- 2017 The Side Tracks